# Омельченко, Валерий Викторович
Валерий Викторович Омельченко (22 июня 1961, с. Марьевка, Кировоградская обл.) — депутат Государственной Думы шестого созыва. Член комитета Госдумы по промышлености. Член фракции «Единая Россия».

## Биография
Родился 22 июня 1961 года в с. Марьевка Кировоградской области.
С 25 апреля 2012 года является депутатом Государственной Думы ФС РФ 6-го созыва.

## Награды
Почётная грамота Губернатора Саратовской области, за добросовестный труд и профессионализм в работе. Вручена в 2008 году.
Благодарность Министерства промышленности и торговли, за большой вклад в развитие промышленности. Объявлена в 2009 году.